# Eurypterna angustifacialis
Eurypterna angustifacialis är en stekelart som beskrevs av Vladimir Ivanovich Tobias 1988. Eurypterna angustifacialis ingår i släktet Eurypterna och familjen brokparasitsteklar. Inga underarter finns listade i Catalogue of Life.